# 748 Simeïsa
748 Simeïsa eller 1913 RD är en stor asteroid i huvudbältet, som upptäcktes den 14 mars 1913 av den ryske astronomen Grigorij N. Neujmin vid Simeiz-observatoriet på Krim. Den är uppkallad efter Simeiz-observatoriet.
Asteroiden har en diameter på ungefär 103 kilometer och den tillhör asteroidgruppen Hilda.